# Rocca di Romano di Lombardia
La Rocca  conosciuta anche come castello visconteo si trova nella località di Romano di Lombardia nell'angolo nord-ovest e fu edificata a partire dal XII secolo integrata nella fortificazione della località come edificio militare. Il piano nobile ospita nella «sala grande» il “museo della Memoria” della cittadina.

## Storia
La Rocca di Romano di Lombardia, dall'aspetto molto imponente,  faceva parte del sistema difensivo edificato nel Duecento e inserito nella parte delle mura fin dentro il primo dei due fossati che circondavano il borgo che originariamente era d'acqua risorgiva interna, così che non potesse mai essere prosciugato rendendo inattaccabile il borgo fondato nel 1171 dalla particolare forma di scudo allungato. Il castello fu per molti secoli residenza militare, nonché di deposito di alimenti e munizioni, venendo modificato nei secoli dai diversi feudatari e podestà veneziani che lo occuparono e che governarono il borgo.

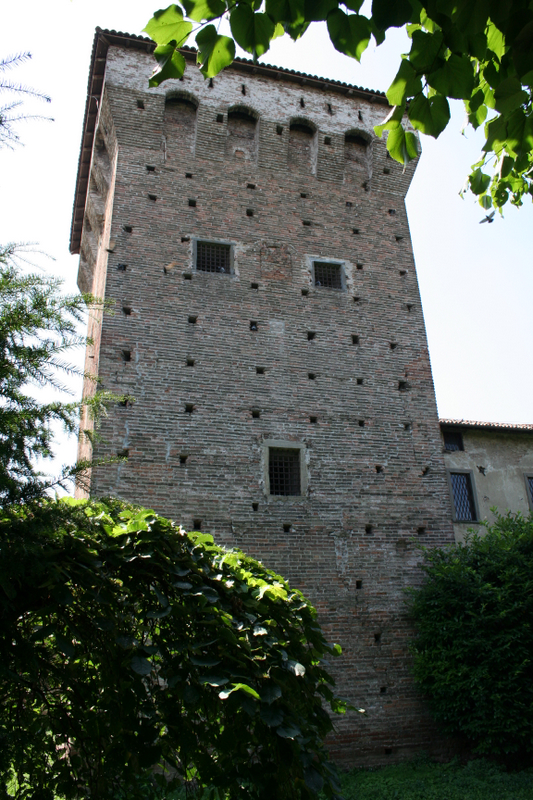
La torre a sud ovest della Rocca

L'edificio mostra visibili, i vari periodi di edificazione e ricostruzione. Della parte originale duecentesca rimane la «risega» di fondazione con parti in ciottolato di fiume e malta lisciata e scialbatura bianca, medesima conformazione delle mura e della torre a sud.

Fu rimaneggiato durante l'occupazione dei Visconti di Milano nel XIV e XV secolo, visibile sulla torre sud la conformazione muraria a file di mattoni alternati a ciottoli di fiume.
Le maggiori modifiche furono eseguite durante la dominazione veneziana successivamente al 1428. Furono eseguite modifiche alle due torri a nord-est e sud-ovest per la parte superiore.
Nel Quattrocento, per pochi mesi, fu residenza dal condottiero Bartolomeo Colleoni, periodo in cui fece eseguire modifiche che rendessero il castello non solo una struttura militare ma anche abitativa, con la formazione della loggetta posta in prossimità della torre nord e le aperture nel “salone di rappresentanza” con finestre trifore, per questo fu rialzato il corpo di fabbrica della pontesella del Soccorso. In questo secolo fu edificata l'ultima torre a nord-ovest.
Furono poi formate nuove aperture nel XIX secolo, sui lati nord e ove, mentre nel XX secolo sono i lavori di restauro e lavori di consolidamento con la formazione della scala che conduce al Corte grande presente nel piano nobile.

## Descrizione
La struttura presenta quattro torri di cui quella a sud-est è di più antica edificazione e ospitava nella parte inferiore le prigioni provvisorie, forse quelle per i reati minori. Il piano superiore della torre vi è la cappella conosciuta come la “Chiesiola della rocca”, di cui rimane traccia di affreschi e completo di campanile a vela (un tempo richiamo per le funzioni religione ma anche d'allarme per la comunità).
La rocca era accessibile da due ponti levatoi, uno di misura più grande che veniva utilizzato eccezionalmente, e un secondo dove vi era la possibilità di entrare solo un cavaliere a cavallo per volta, così da eludere ogni possibile attacco. Un ulteriore accesso che dava all'esterno del borgo che univa la rocca con il terrapieno posto oltre il fossato era detto “pontesella del soccorso”.
La trecentesca torre posta a sud ovest opera del periodo visconteo presenta piombatoi nei beccatelli nonché un cubicolo igienico, necessario alla milizia che faceva la guardia sulle mura. Delle torri sono rimaste testimonianza di un ballatoio in legno a cui si accedeva con scale a pioli che permettevano l'accesso alle parti più alte delle feritoie, presentano anche feritoie che venivano usate dagli arcieri, dai balestrieri e dai cannoni, nonché pertugi direzionali che davano la possibilità di controllare una precisa direzione.
L'interno ha due corti, una detta corte Grande ai cui angoli vi sono le quattro torri che si collegava con quella detta corte veneta o corte delle prigioni perché dava accesso ai locali delle prigioni, gli spazi anticamente erano allegati per impedire le fughe dei prigionieri. Tra le due vi fu poi posto un pozzo chiuso, chiuso nel XIX secolo quando fu rialzato un muro che ha modificato gli spazi. I locali delle antiche prigioni ospitano le palle di pietra delle catapulte recuperate nel fondo dei fossati che erano state oggetto di attacco della rocca. Le mura presentano i fori quadrati che erano utilizzati per l'uso veloce di eventuali impalcature quando, danneggiate dagli attacchi, necessitavano di un veloce ripristino. Le merlature sono a coda di rondine del tipo ghibellino.
Il castello prevedeva anche locali da utilizzare a magazzino, collocati al piano terra, dove venivano conservato alimenti e armi necessari nei periodi di assedio, alimenti che potevano durare per una sopravvivenza di quattro mesi. Sempre al piano terra è ancora visibile l'ingresso la parte dedicata alle prigioni di soccorso, nonché i locali delle stalle e delle scuderie. 
Il piano nobile ospita la “sala di rappresentanza” con le grandi aperture trilobate e all'esterno il dipinto raffigurante il leone alato di san Marco. Adiacente vi erano i locali residenziali del castellano con la sala da pranzo degli armigeri, i dormitori e le cucine.
Gli antichi due fossati divisi da un terrapieno, con il diminuire dell'acqua, sono stati nel tempo riempiti diventando un prato perenne accessibile ai cittadini.